# Basilica di Santo Stefano (Budapest)
La basilica concattedrale di Santo Stefano (in ungherese Szent István király bazilika társszékesegyház) è una basilica situata nella zona di Pest della città di Budapest, in Ungheria. È concattedrale dell'arcidiocesi di Esztergom-Budapest. Fu progettata a partire nel 1850 e terminata nel 1905. La sua capienza è di circa 8 000 fedeli. Lo stile architettonico è prevalentemente neoclassico.

## Storia
La costruzione dell'edificio, progettato nel 1850 da József Hild, ha inizio nel 1851. Dopo la morte dell'architetto, nel 1867 la direzione dei lavori passa a Miklós Ybl, che realizza l'imponente cupola nel 1868. La chiesa, conclusa poi nel 1906 da József Kauser, venne consacrata in presenza dell'imperatore Francesco Giuseppe I come chiesa "nazionale" e con alcuni privilegi delle chiese palatine. Fu elevata alla dignità di basilica minore nel 1938, nel novecentesimo anniversario della morte di santo Stefano d'Ungheria. Fino al 1993 la semi-città di Pest era parte della diocesi di Vác: in quell'anno entrò a far parte dell'arcidiocesi di Esztergom-Budapest e la basilica di Santo Stefano ne divenne concattedrale.

## Descrizione

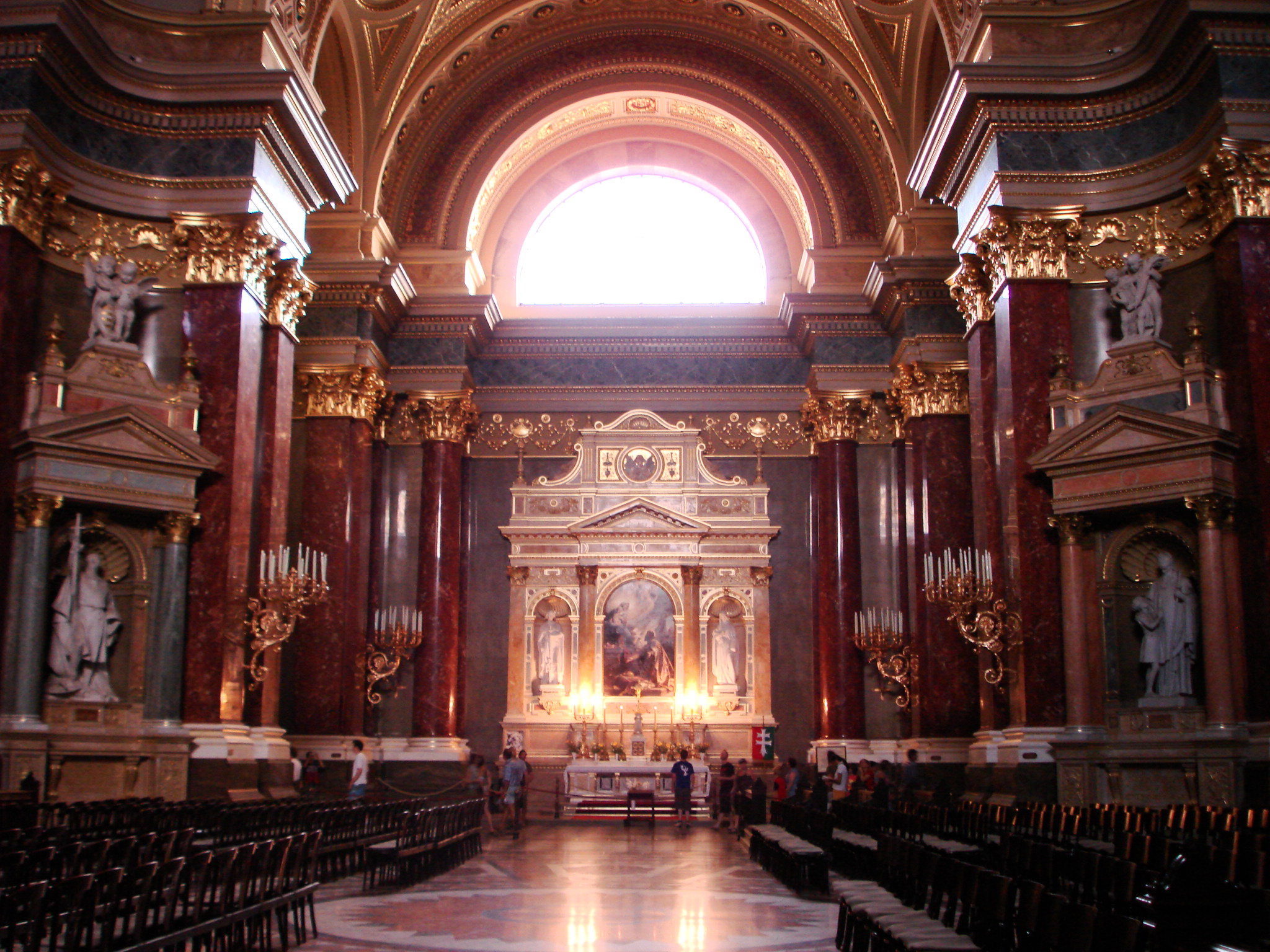
Una veduta dell'interno della basilica

La basilica è a croce greca, con cupola all'incrocio della navata con il transetto. Proprio quest'elemento raggiunge la stessa altezza del Palazzo del Parlamento (96 m, simbolo della presenza in parti uguali nello Stato di religione e politica): secondo le leggi vigenti, nessun edificio in città può quindi esserne più alto.
La facciata è simmetrica e priva di eccessive decorazioni: al suo centro, in prossimità dell'entrata, si apre un grande arco a serliana, mentre, sopra, c'è un frontone sorretto da lesene corinzie scanalate con frontone scolpito e la frase "Io sono la Via, la Verità e la Vita" in latino sulla trabeazione. Due campanili con cupolini incorniciano il tutto, con archi, timpani e bifore. Nel Portale Maggiore sono scolpiti i Dodici Apostoli.
L'interno è ricco di marmi, mosaici e pregevoli opere d'arte dei principali artisti ungheresi: Mór Than, Bertalan Székely, Gyula Benczúr, Károly Lotz (suoi sono i mosaici della cupola e dell'abside), Alajos Stróbl, János Fadrusz, Pál Pátzay e Béni Ferenczy.
La cupola, a spicchi, è impostata su pennacchi su modello della Basilica Vaticana. Le volte a botte sono decorate con lacunari ottagonali dorati. All'esterno, il tamburo ospita quattro nicchie con gli Evangelisti, opera di Leò Feszler.
Nella cappella a destra dell'altare è venerato il Santo Destro, il braccio destro del re Santo Stefano, fondatore dell'Ungheria, morto nel 1038. La preziosa e venerata reliquia arrivò nella basilica nel 1945.
Si può salire al tamburo della cupola, dove si gode un panorama sulla città all'altezza di 65 m.

## Galleria d'immagini

### L'esterno

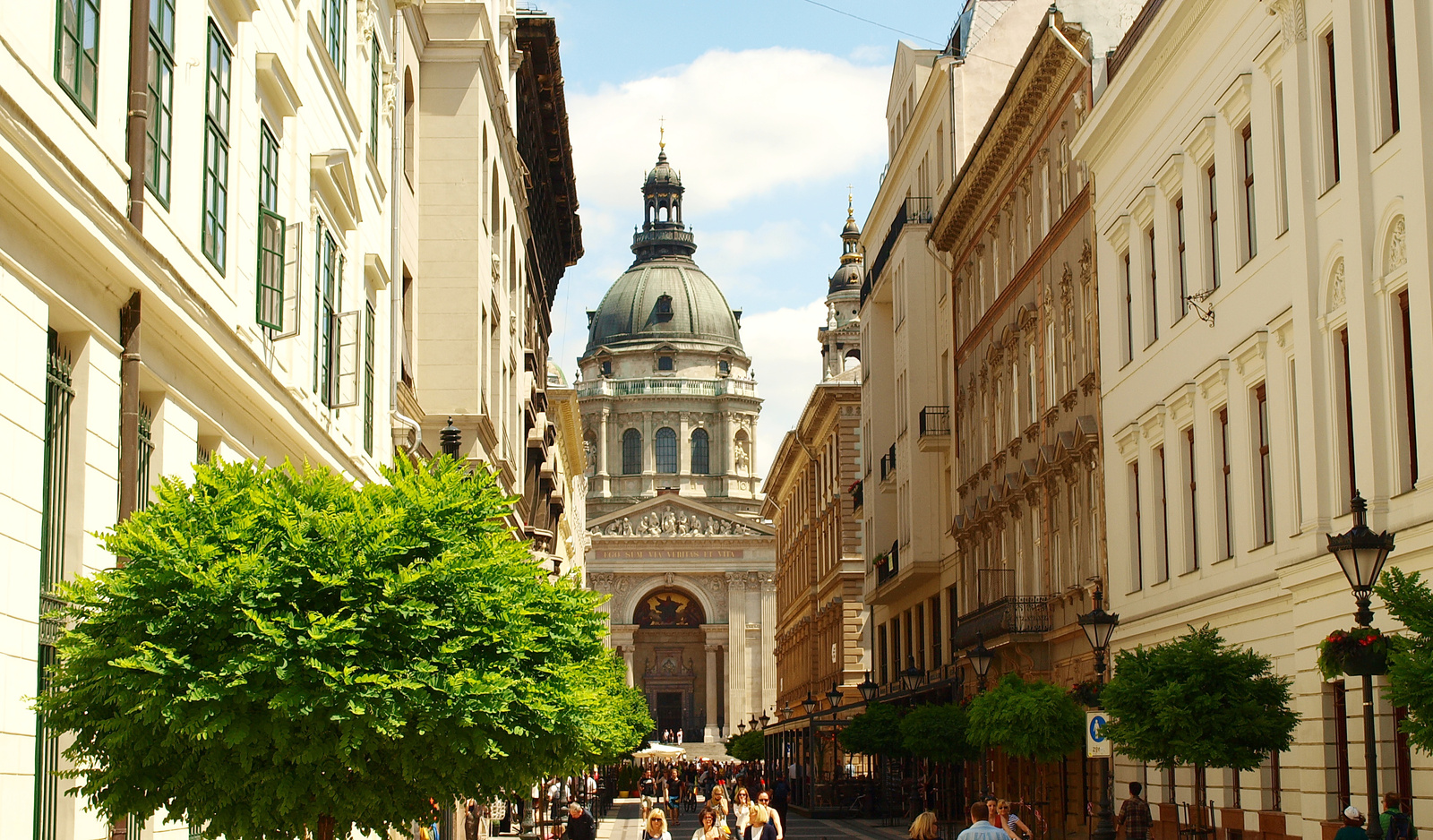
Veduta frontale dalla Via Zrinyi
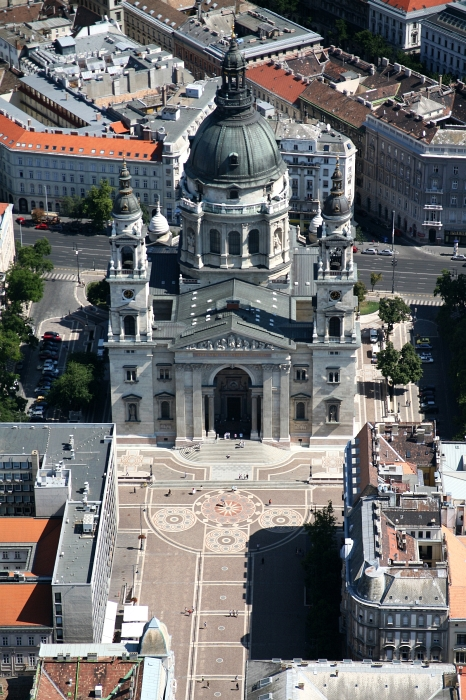
La basilica e la Piazza Santo Stefano, decorata con motivi geometrici
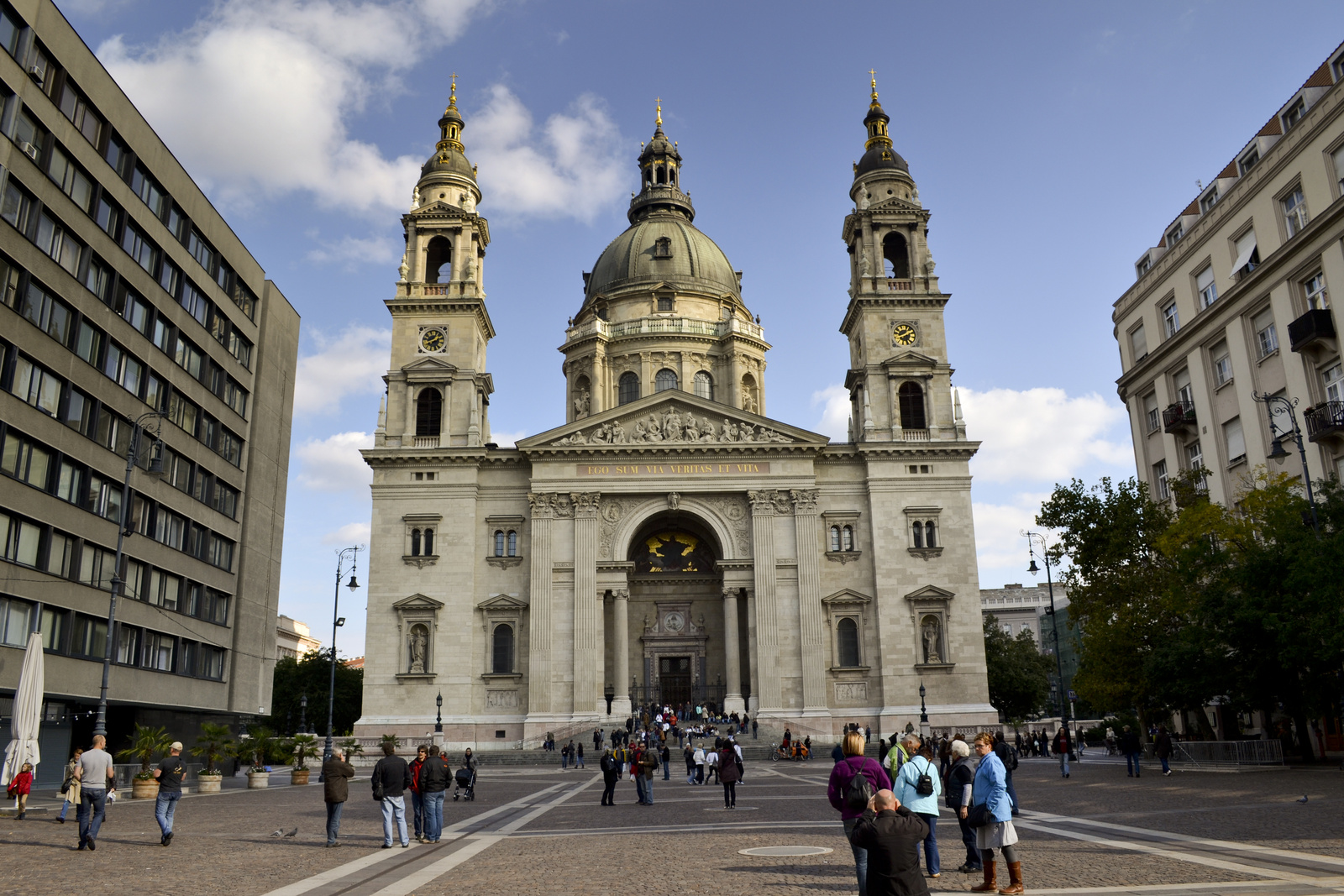
La Basilica dalla piazza
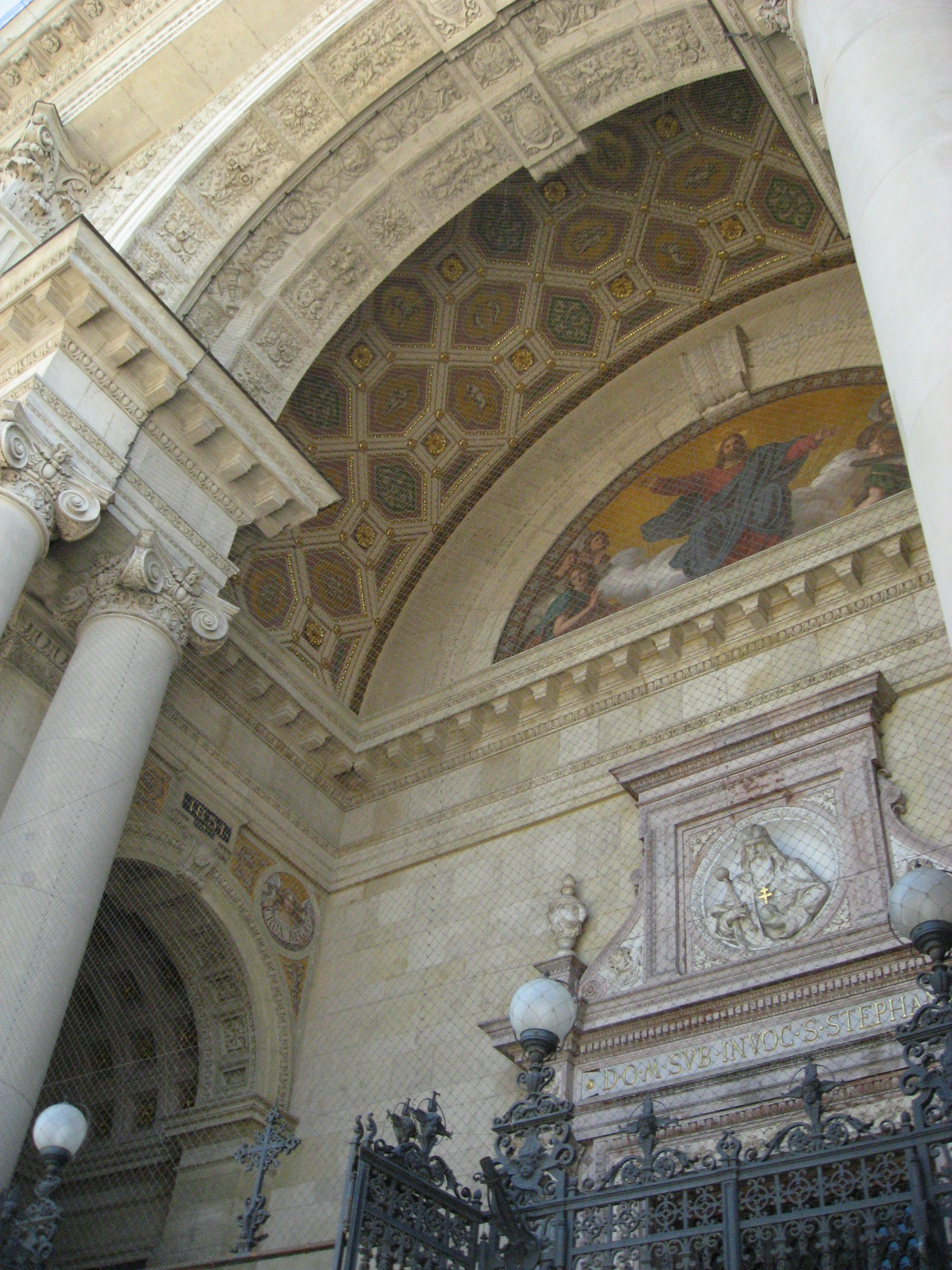
L'arco d'entrata
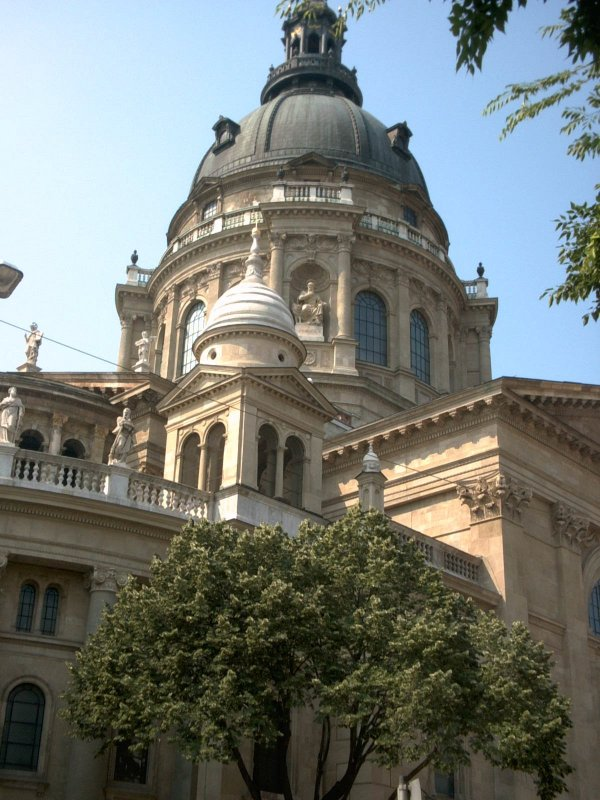
Veduta della cupola, dell'abside e del transetto settentrionale
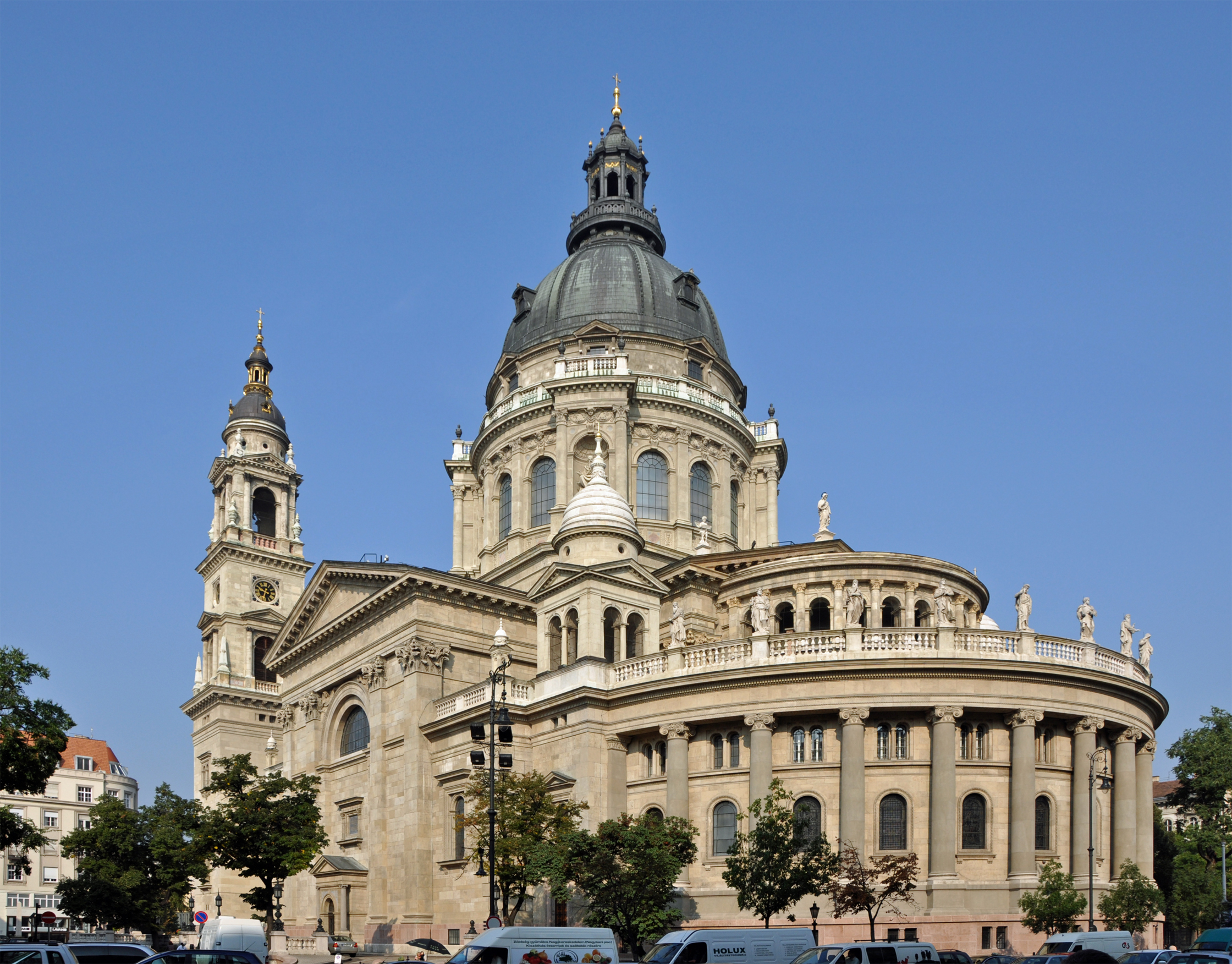
L'abside è ornato da un colonnato ionico e dalle statue degli Apostoli
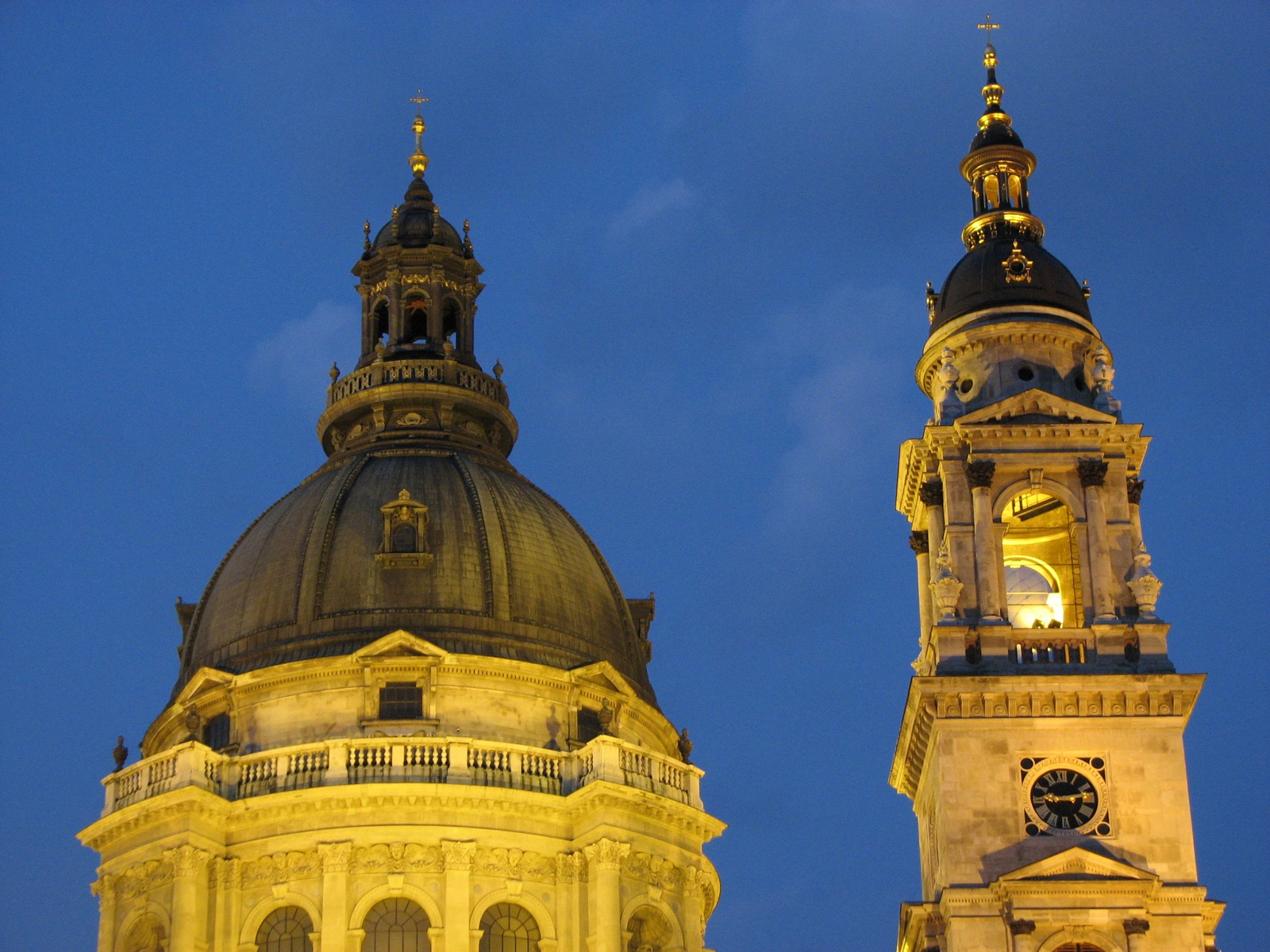
La cupola ed un campanile di notte
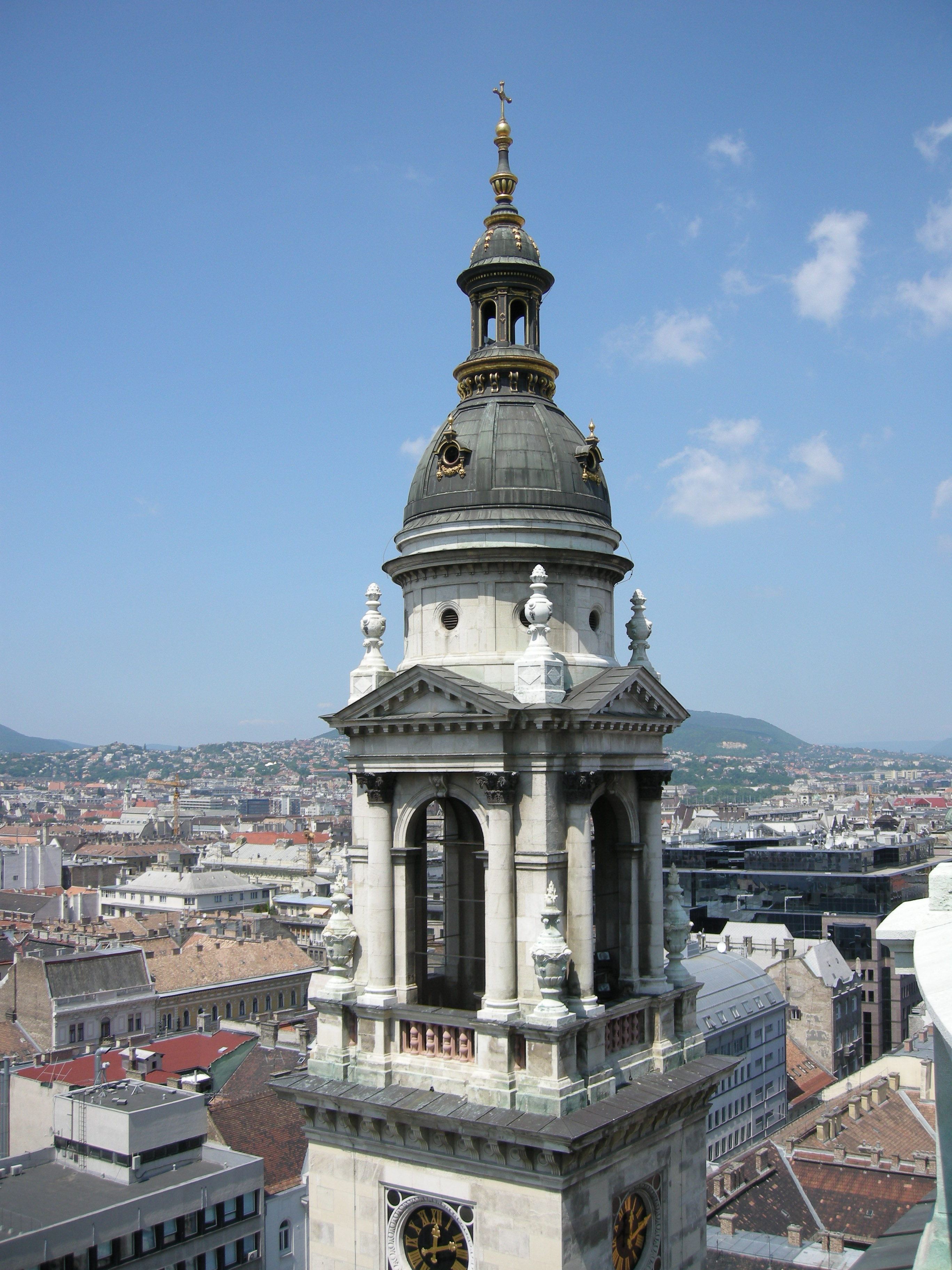
Veduta dal tamburo della cupola

### L'interno e la cupola

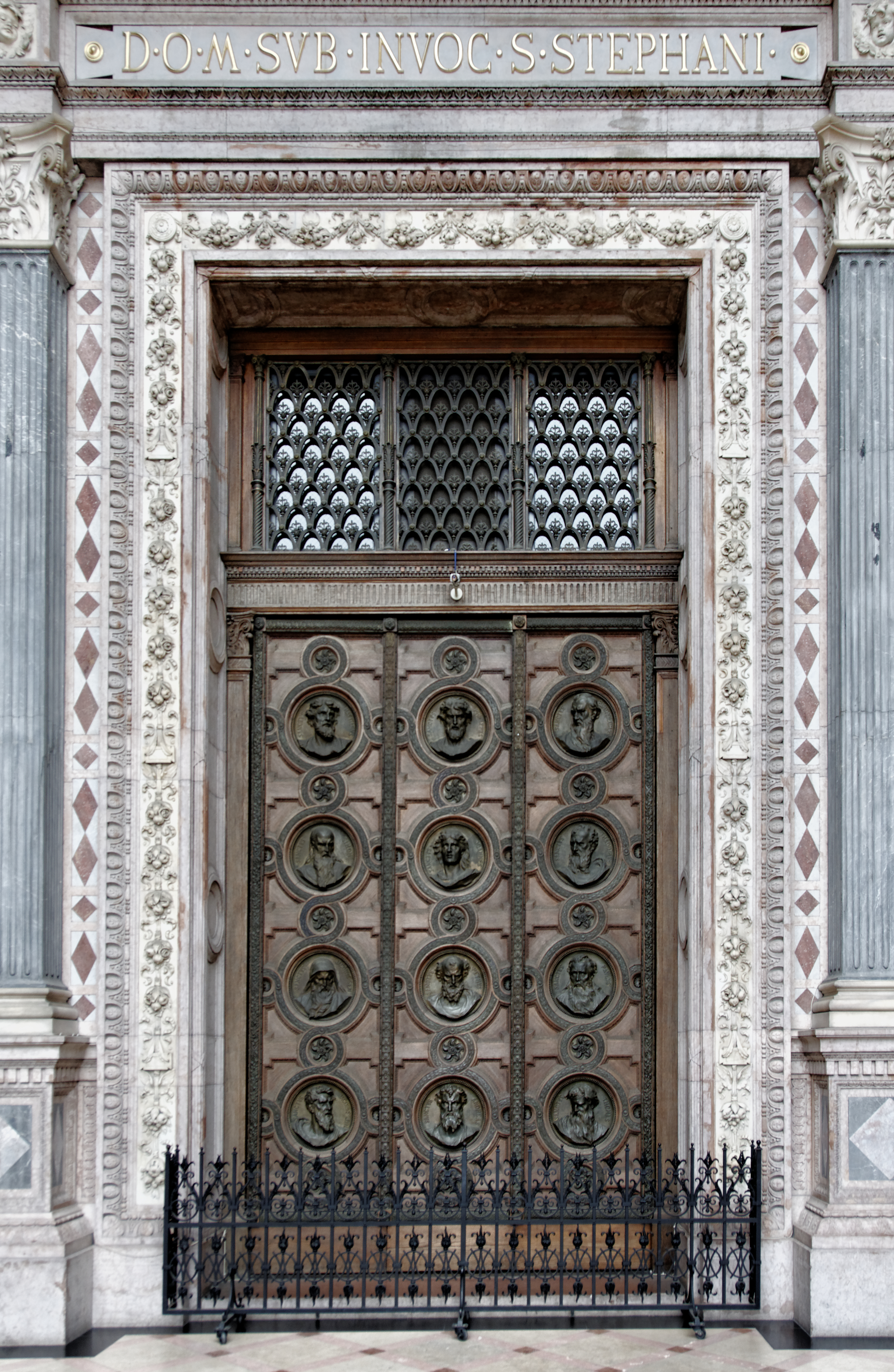
La porta maggiore
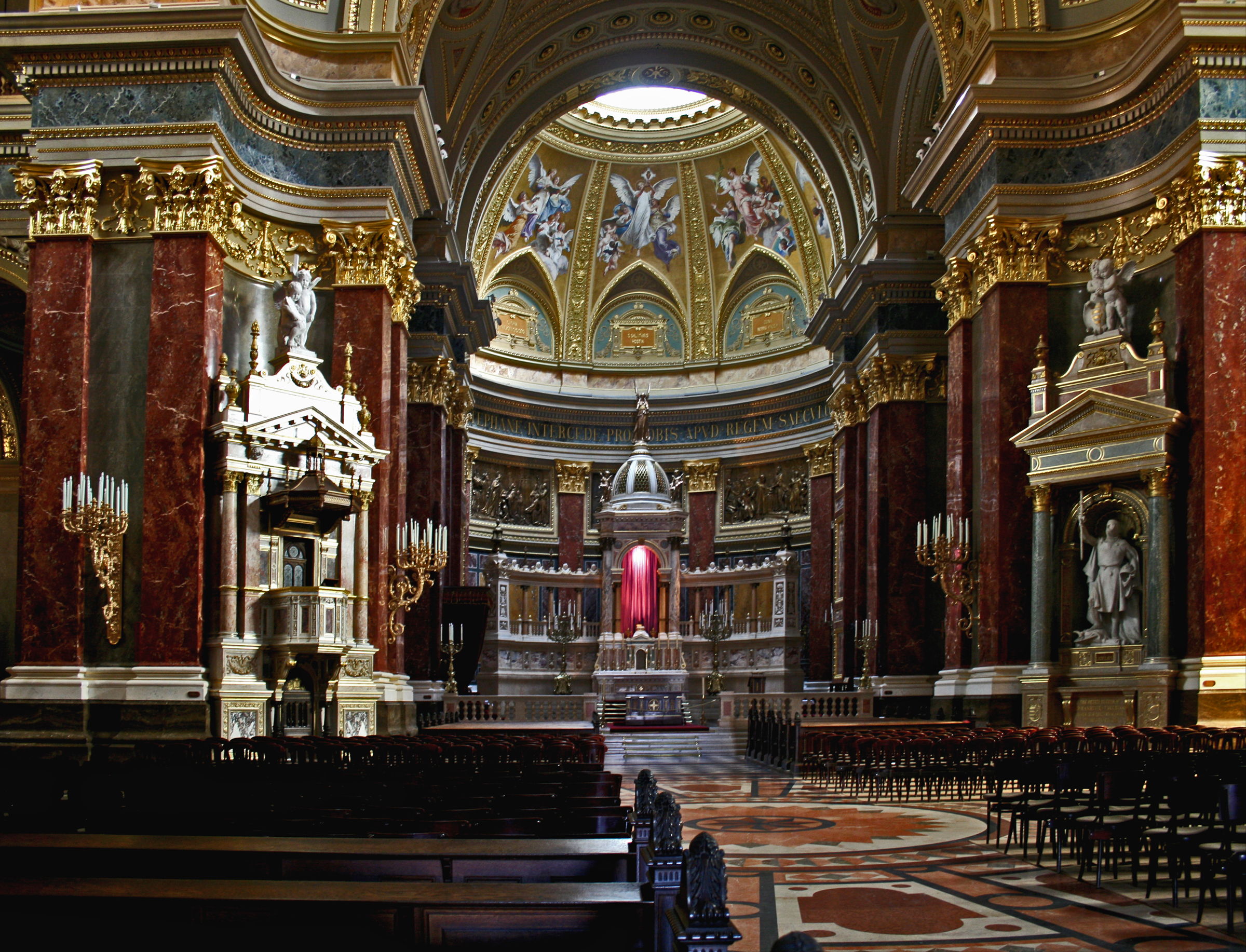
Veduta verso l'altare maggiore
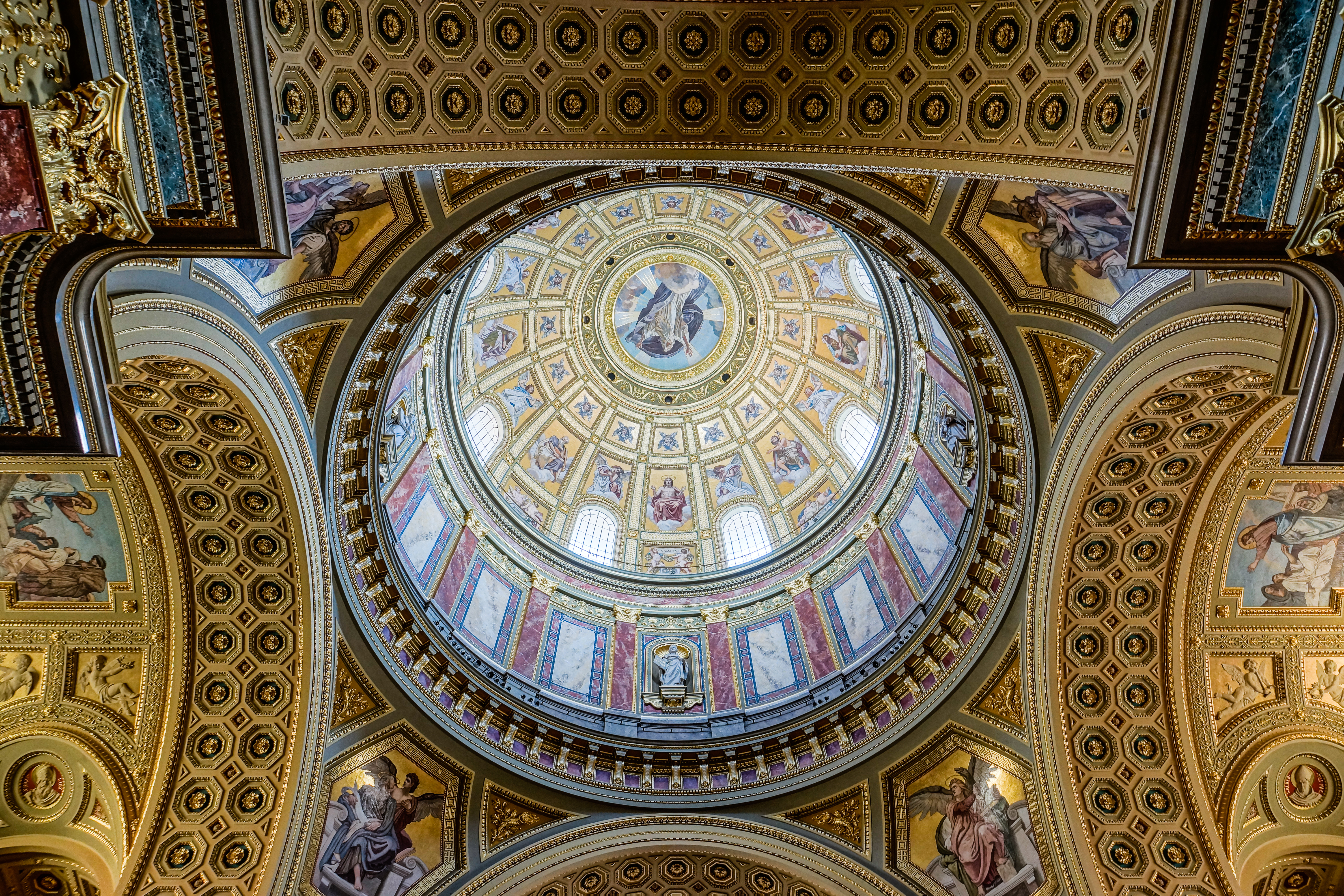
La cupola
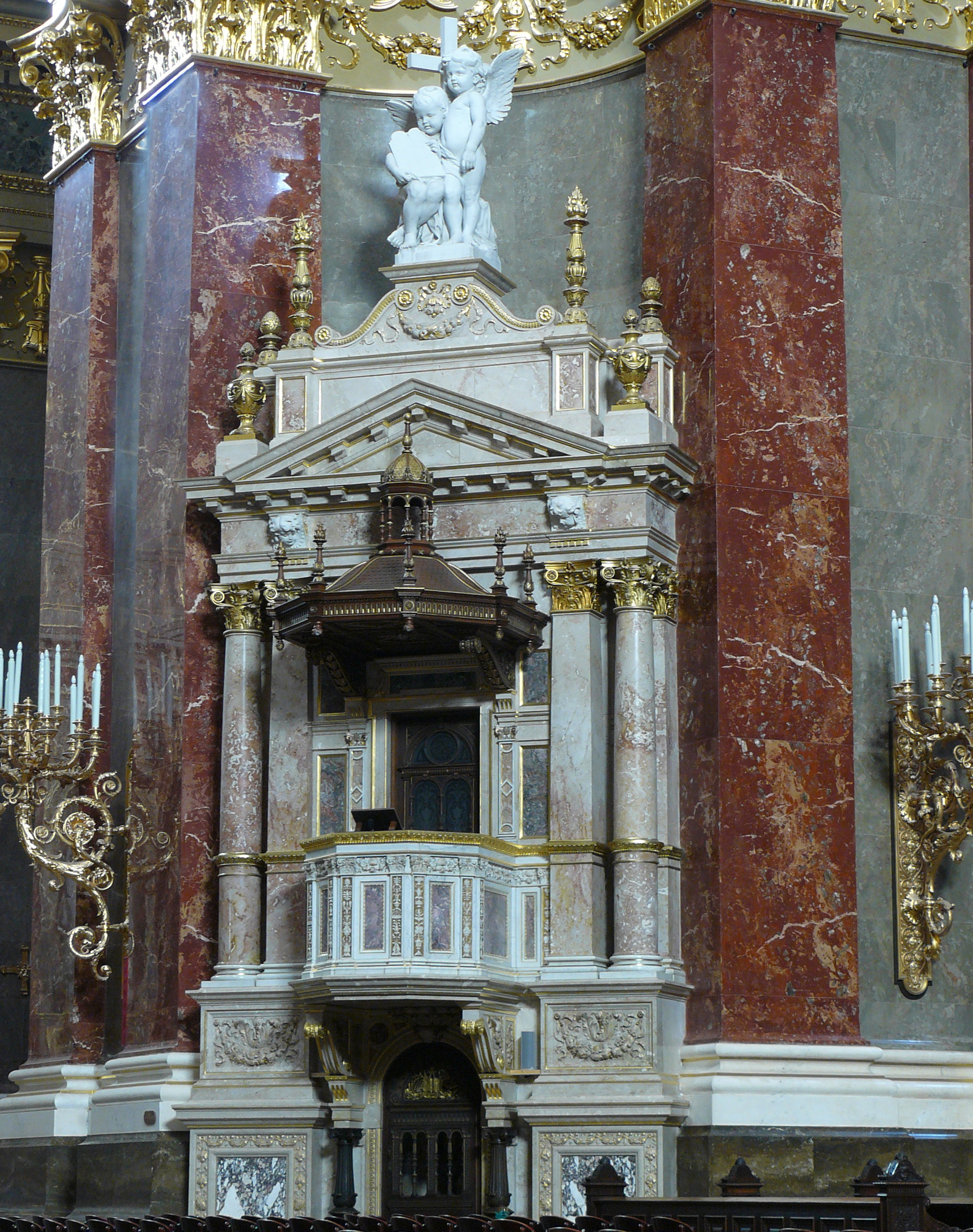
Il pulpito
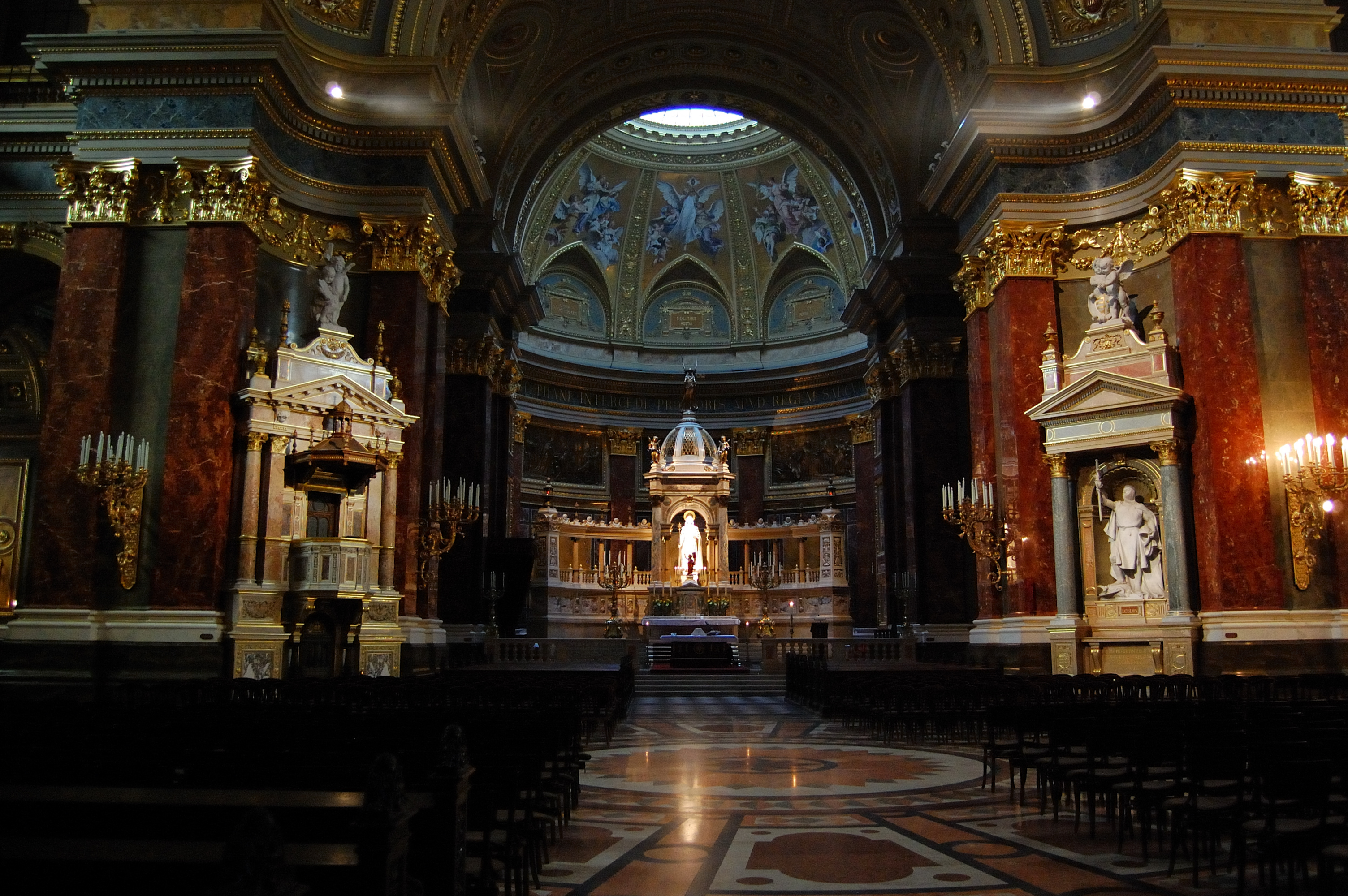
L'abside
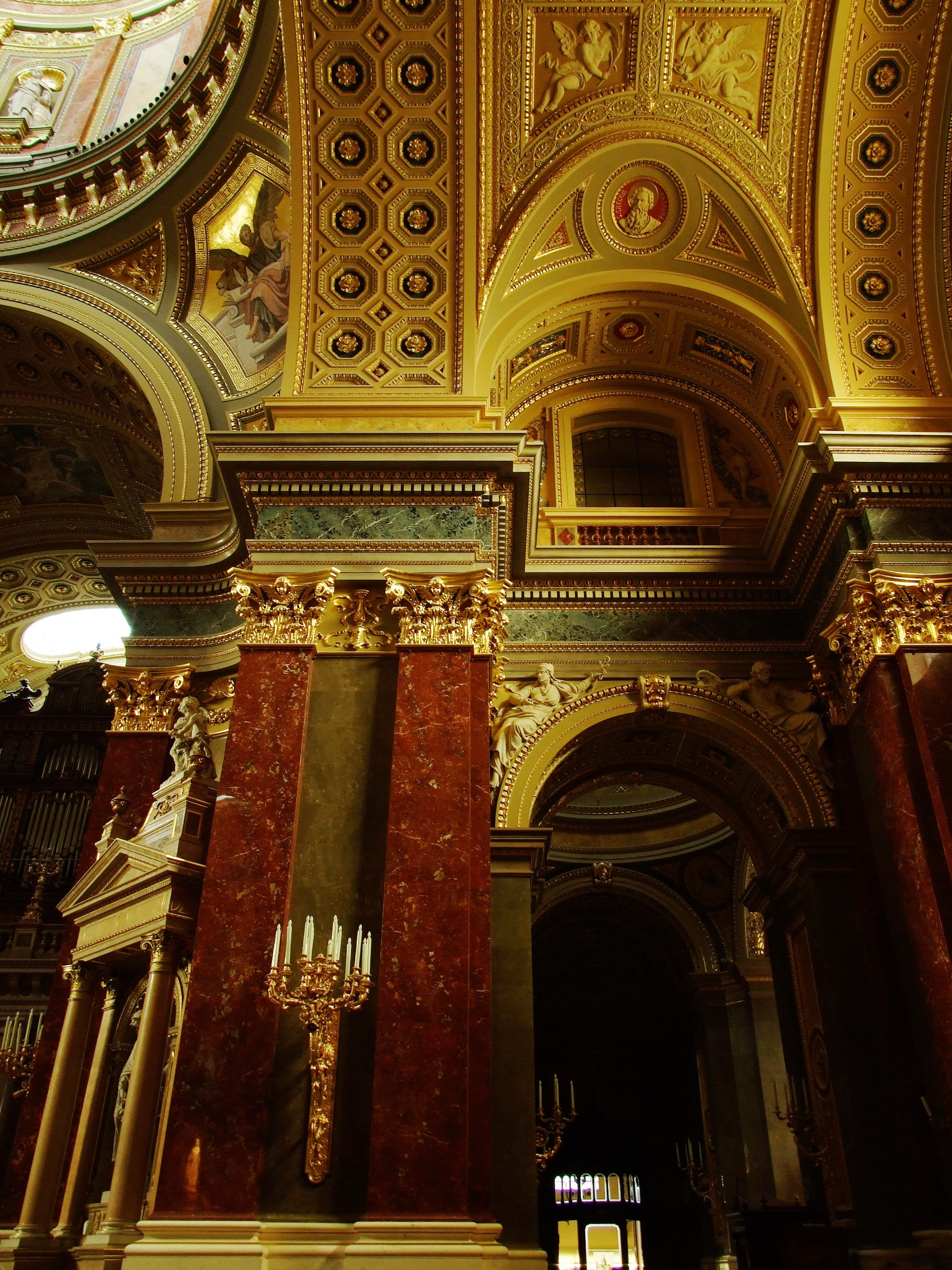
Dettaglio
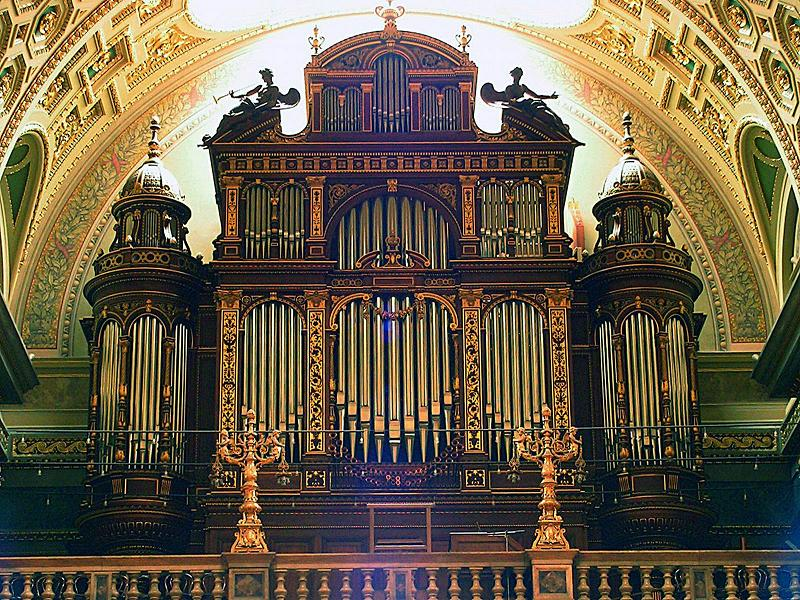
L'organo del 1905
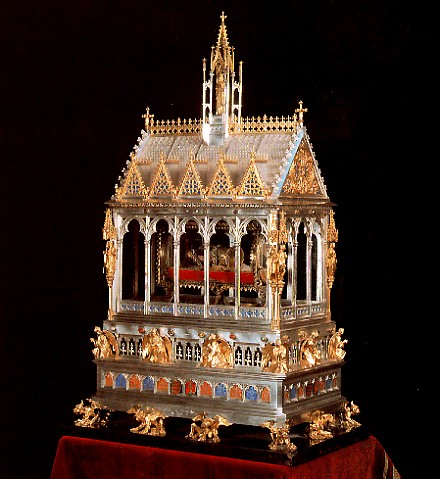
Il Santo Destro